# يانينا غافانكار
يانينا زايون غافانكار (بالإنجليزية: Janina Zione Gavankar)‏ وهي ممثلة وموسيقية أمريكية ولدت في يوم 29 نوفمبر 1980 في مدينة جوليت في الولايات المتحدة ولها اختصاص مسرح من جامعة إلينوي في شيكاغو، مثلت في مسلسل كلمة إل ومثلت في مسلسل السر ومسلسل البوابات.

## روابط خارجية
- يانينا غافانكار على موقع IMDb (الإنجليزية)
- يانينا غافانكار على موقع ميتاكريتيك (الإنجليزية)
- يانينا غافانكار على موقع روتن توميتوز (الإنجليزية)
- يانينا غافانكار على موقع قاعدة بيانات الأفلام العربية
- يانينا غافانكار على موقع ألو سيني (الفرنسية)
- يانينا غافانكار على موقع ميوزك برينز (الإنجليزية)
- يانينا غافانكار على موقع تيرنر كلاسيك موفيز (الإنجليزية)
- يانينا غافانكار على موقع أول موفي (الإنجليزية)
- يانينا غافانكار على موقع قاعدة بيانات الأفلام السويدية (السويدية)
- يانينا غافانكار على موقع إن إن دي بي (الإنجليزية)